# Zmarli w marcu 2020

## Marzec 2020
- 31 marca
  - Jan Berner – polski chirurg, prof. dr hab., działacz niepodległościowy, samorządowy i motoryzacyjny, prezydent Pabianic (2002–2006)[1]
  - Victor Alexandre Brégy – polski dziennikarz[2][3]
  - Abd al-Halim Chaddam – syryjski polityk, wiceprezydent (1984–2005) i p.o. prezydenta Syrii (2000)[4]
  - Michel Chodkiewicz – francuski filozof i publicysta, badacz sufizmu[5]
  - Cristina – amerykańska piosenkarka[6]
  - Pape Diouf – senegalski dziennikarz, prezes Olimpique Marsylia (2005–2009)[7]
  - Szabolcs Fazakas – węgierski polityk i ekonomista, minister przemysłu[8]
  - Andrew Jack – angielski trener dialektu związany z przemysłem filmowym[9]
  - Eva Krížiková – słowacka aktorka teatralna i telewizyjna[10]
  - Leszek Król – polski specjalista w zakresie metalurgii, prof. dr hab.[11]
  - Bronisław Kubiak – polski działacz harcerski[12]
  - Reimar Lüst – niemiecki astrofizyk, prezes Towarzystwa Maxa Plancka (1972–1984), dyrektor generalny Europejskiej Agencji Kosmicznej (1984–1990)[13]
  - Wacław Majewski – polski lekarz, specjalista chirurgii, chirurgii naczyniowej i angiologii, prof. dr hab.[14][15][16]
  - Raphael Ndingi Mwana’a Nzeki – kenijski duchowny katolicki, arcybiskup[17]
  - Zoltán Peskó – węgierski kompozytor i dyrygent[18]
  - Wallace Roney – amerykański trębacz jazzowy[19]
  - Adam Schlesinger – amerykański piosenkarz, gitarzysta basowy, kompozytor, producent, autor piosenek[20]
- 30 marca
  - Luis Arce Gómez – boliwijski wojskowy, minister spraw wewnętrznych (1980–1981)[21]
  - Arianne Caoili – filipińska szachistka, reprezentantka Australii od 2004[22]
  - Judy Drucker – amerykańska śpiewaczka operowa[23]
  - Manolis Glezos – grecki polityk i pisarz, uczestnik ruchu oporu w czasie II wojny światowej[24]
  - James T. Goodrich – amerykański neurochirurg[25]
  - Ludwik Grzebień – polski duchowny i teolog rzymskokatolicki, prof. dr hab.[26]
  - Jerzy Hańbowski – polski dziennikarz[27]
  - Hau Pei-tsun – tajwański wojskowy i polityk, szef sztabu generalnego, minister, premier Republiki Chińskiej (1990–1993)[28]
  - David Hodgkiss – angielski działacz krykietowy, prezes klubu Lancashire County Cricket Club[29]
  - Ireneusz Jakubowski – polski śpiewak (tenor), prawnik i pedagog[30][31][32][33]
  - Rüdiger Klessmann – niemiecki historyk sztuki, dyrektor Herzog Anton Ulrich-Museum[34][35]
  - Grzegorz Lachman – polski operator filmów dokumentalnych[36][37]
  - Ashley Mote – brytyjski polityk, publicysta i przedsiębiorca, poseł do Parlamentu Europejskiego V kadencji[38]
  - Kwasi Owusu – ghański piłkarz, reprezentant kraju[39]
  - Mychajło Storożenko – radziecki lekkoatleta, wieloboista[40]
  - Irena Szanser – polska esperantystka, pedagog, metodyczka[41][42]
  - Franciszek Szydełko – polski konsultant filmowy i treser zwierząt; pułkownik MO[43]
  - Martin Tudor – rumuński piłkarz i trener[44]
  - Bill Withers – amerykański wokalista soul i pop, gitarzysta i kompozytor[45]
  - Joachim Yhombi-Opango – kongijski polityk i wojskowy, generał, prezydent (1977–1979) i premier Konga (1993–1996)[46]
- 29 marca
  - Opoku Afriyie – ghański piłkarz, reprezentant kraju[47]
  - Philip Warren Anderson – amerykański fizyk teoretyczny, laureat Nagrody Nobla w dziedzinie fizyki (1977)[48]
  - Attilio Bignasca – szwajcarski polityk mniejszości włoskiej, lider Ligi Ticino[49]
  - Jurij Bondariew – rosyjski pisarz[50]
  - José Luis Capón – hiszpański piłkarz[51]
  - Patrick Devedjian – francuski polityk[52]
  - Joe Diffie – amerykański piosenkarz, gitarzysta i kompozytor country[53]
  - Sławomir Mazurkiewicz – polski choreograf i folklorysta, wieloletni choreograf i kierownik zespołu Harnam[54][55][56]
  - Alan Merrill – amerykański wokalista, gitarzysta, kompozytor[57]
  - Milutin – serbski duchowny prawosławny, biskup[58]
  - Thomas Oneborg – szwedzki fotograf[59]
  - Krzysztof Penderecki – polski kompozytor, dyrygent, pedagog muzyczny[60]
  - Francis Rapp – francuski historyk[61]
  - Ken Shimura – japoński komik[62]
  - Henri Tincq – francuski dziennikarz, publicysta, watykanista[63]
  - Marian Walczak – polski pedagog, działacz polityczny i związkowy, poseł na Sejm PRL, prezes Związku Nauczycielstwa Polskiego (1964–1972)[64]
- 28 marca
  - Roger Baens – belgijski kolarz[65]
  - John Callahan – amerykański aktor[66]
  - Winicjusz Chróst – polski gitarzysta, multiinstrumentalista, kompozytor i realizator nagrań, założyciel studia nagraniowego Studio Chróst[67]
  - Tom Coburn – amerykański polityk, senator[68]
  - Lonnie David Franklin – amerykański seryjny morderca i gwałciciel[69]
  - Jan Howard – amerykańska piosenkarka country (ur. 1929)[70]
  - Ludwik Kośmidek – polski duchowny rzymskokatolicki, ksiądz prałat, Honorowy Obywatel Polkowic[71][72]
  - Marek Lehnert – polski dziennikarz prasowy i radiowy[73]
  - Angelo Rottoli – włoski bokser[74][75]
  - Thomas Schäfer – niemiecki polityk i prawnik, minister finansów Hesji[76]
  - David Schramm – amerykański aktor[77]
  - Andrzej Szczepański – polski polityk i działacz partyjny,  wojewoda słupski, senator III kadencji[78]
  - Edoardo Vesentini – włoski matematyk i polityk[79]
  - Ryszard Wierzbicki – polski biochemik, prof. dr hab.[80][81]
- 27 marca
  - Bob Andy – jamajski wokalista, muzyk i kompozytor reggae[82][83]
  - Roberto Alemann – argentyński polityk i ekonomista, minister ekonomii (1961–1962, 1981–1982)[84]
  - Daniel Azulay – brazylijski artysta[85]
  - Mirna Doris – włoska piosenkarka i aktorka[86]
  - Jesús Gayoso Rey – hiszpański wojskowy, dowódca sił antyterrorystycznych[87]
  - Romuald Gomerski – polski dziennikarz, w latach 1981–1990 redaktor naczelny „Słowa Polskiego”[88][89][90]
  - Les Hunter – amerykański koszykarz[91]
  - Hamid al-Karawi – tunezyjski lekarz, premier Tunezji (1989–1999)[92]
  - Witold Kraśniewski – polski działacz opozycji w okresie PRL[93]
  - Santiago Llorente – hiszpański lekkoatleta[94]
  - Joseph Lowery – amerykański duchowny metodystyczny, lider Konferencji Przywódców Chrześcijańskich Południa (1977–1997)[95]
  - Julian Pudło – polski duchowny rzymskokatolicki, ksiądz infułat, Honorowy Obywatel Brzozowa[96]
  - Władysław Józef Serwatowski – polski weksylolog, promotor polskiej kultury[97]
  - Wiesława Tracz – polski kardiolog, prof. dr hab. n. med.[98][99]
- 26 marca
  - Mark Blum – amerykański aktor[100]
  - Jenny Clack – amerykańska paleontolog[101]
  - Michel Hidalgo – francuski piłkarz i trener (m.in. reprezentacji Francji)[102]
  - Olle Holmquist – szwedzki puzonista[103]
  - Rolf Huisgen – niemiecki chemik organiczny[104]
  - Oscar Ichazo – chilijski pisarz, mistyk i badacz, twórca Enneagramu[105]
  - Maciej Kosycarz – polski fotoreporter[106]
  - Rade Mihaljčić – serbski historyk, członek Serbskiej Akademii Nauk i Sztuk[107]
  - Naomi Munakata – brazylijska dyrygent pochodzenia japońskiego[108]
  - Curly Neal – amerykański koszykarz[109]
  - Maria Teresa de Bourbon-Parma – córka Ksawerego Parmeńskiego, pretedenta do tronu Hiszpanii[110]
  - Władysław Sitkowski – polski poeta i regionalista, Honorowy Obywatel Zwierzyńca[111]
  - Geoff Smedley – brytyjski działacz na rzecz sportu osób z niepełnosprawnościami[112][113]
  - Michael Sorkin – amerykański architekt i urbanista, krytyk architektury[114][115]
  - Hamish Wilson – brytyjski aktor[116]
  - Daniel Yuste – hiszpański kolarz, dwukrotny mistrz kraju, olimpijczyk z Meksyku (1968)[117].
- 25 marca
  - Danilo Barozzi – włoski kolarz[118]
  - Jennifer Bate – brytyjska organistka[119]
  - Jerzy Bijak – polski specjalista w zakresie energetyki jądrowej, projektant elektrowni i elektrociepłowni[120]
  - John DeBrito – amerykański piłkarz pochodzenia kabowerdeńskiego[121]
  - Dario Gabbai – amerykańsko-grecki świadek holocaustu pochodzenia żydowskiego, więzień KL Auschwitz-Birkenau w ramach oddziałów Sonderkommando[122][123]
  - Paul Goma – rumuński pisarz, działacz społeczny[124]
  - Halina Januszewicz – polska lekarka, uczestniczka powstania warszawskiego, dama orderów[125]
  - Henk Kronenberg – holenderski duchowny rzymskokatolicki, biskup Bougainville[126]
  - Peter Kemper – holenderski piłkarz, reprezentant kraju[127]
  - Ludomir Laskowski – polski kapitan WP w stanie spoczynku, uczestnik II wojny światowej, kawaler orderów[128][129]
  - Lisbeth List – holenderska piosenkarka, aktorka i osobowość telewizyjna[130]
  - Inna Makarowa – rosyjska aktorka[131]
  - Detto Mariano – włoski muzyk i kompozytor[132]
  - Joseph Ma Zhongmu – mongolski duchowny rzymskokatolicki związany z Kościołem podziemnym, biskup Ningxia[133][134]
  - Angelo Moreschi – włoski duchowny rzymskokatolicki, wikariusz apostolski Gambella (2010–2020)[135]
  - Jolanta Owidzka – polska artystka, twórczyni tkaniny artystycznej, projektantka tkanin dekoracyjnych[136]
  - Mirosława Szubska – polska zawodniczka i trenerka kajakarstwa[137]
  - Iwan Ugriumow – rosyjski hokeista[138]
- 24 marca
  - Nihat Akbay – turecki piłkarz, reprezentant kraju[139]
  - John Campbell-Jones – brytyjski kierowca wyścigowy[140]
  - John Davies – australijski pływak, mistrz olimpijski (1952)[141][142]
  - Manu Dibango – kameruński saksofonista i wibrafonista[143]
  - John Eriksson – szwedzki piłkarz i trener, reprezentant kraju[144]
  - Bohdan Gadomski – polski dziennikarz i publicysta[145]
  - Alfred Gomolka – niemiecki polityk, eurodeputowany[146]
  - Stuart Gordon – amerykański reżyser i scenarzysta[147][148]
  - Loring Mandel – amerykański scenarzysta[149]
  - Terrence McNally – amerykański dramaturg i scenarzysta[150]
  - Juan Padrón – kubański animator i twórca komiksów[151]
  - Bill Rieflin – amerykański muzyk i kompozytor, multiinstrumentalista, znany głównie jako perkusista[152]
  - Tony Rutter – brytyjski motocyklista, mistrz Formula TT (1981, 1982, 1983, 1984)[153]
  - Edward Tarr – amerykański trębacz i muzykolog[154]
  - Ignacio Trelles – meksykański piłkarz, trener[155]
  - Albert Uderzo – francuski rysownik i scenarzysta komiksowy, współtwórca serii o Asteriksie[156][157]
  - Jerzy Wojciech  Wypiórkiewicz – polski publicysta lotniczy, kawaler orderów[158]
- 23 marca
  - Alberto Arbasino(inne języki) – włoski pisarz i eseista[159]
  - Maurice Berger – amerykański historyk kultury i sztuki, kurator[160]
  - Lucia Bosé – włoska aktorka[161]
  - Carlo Casini – włoski prawnik, polityk[162]
  - Branko Cikatić – chorwacki kick-boxer, zawodnik K-1[163]
  - David Collings – angielski aktor[164][165]
  - Alfio Contini – włoski operator filmowy[166]
  - Władysław Dąbrowski – polski pułkownik WP w stanie spoczynku, uczestnik bitwy o Monte Cassino[167]
  - José Folgado – hiszpański polityk i biznesmen, parlamentarzysta[168]
  - Tristan Garel-Jones – brytyjski polityk, parlamentarzysta, minister ds. Europy (1990–1993)[169]
  - Bogdan Ney – polski specjalista w dziedzinie geodezji i kartografii, prof. zw. dr hab. inż., członek rzeczywisty PAN[170]
  - Tadeusz Otto – polski chirurg klatki piersiowej i serca, prof. dr hab. med.[171]
  - Stefan Papp – polski rzeźbiarz, grafik, rysownik, satyryk i karykaturzysta[172]
  - Lucien Sève – francuski filozof i działacz komunistyczny[173]
  - Júlia Sigmond –  rumuńska aktorka, pisarka i esperantystka[174]
  - Janusz Andrzej Tylman – polski prawnik, nauczyciel akademicki, specjalista w zakresie postępowania karnego, prof. dr hab.[175]
  - Władysław Zalewski – polski konserwator zabytków, prof. dr hab.[176]
- 22 marca
  - Germà Colón – hiszpański leksykolog i romanista[177]
  - Gabi Delgado-López – niemiecki wokalista i kompozytor pochodzenia hiszpańskiego, współzałożyciel Deutsch Amerikanische Freundschaft[178][179]
  - Julie Felix – amerykańska gitarzystka i wokalistka folkowa[180][181]
  - Ciprian Foias – rumuński matematyk[182]
  - Evgjeni Harizi – albańska technolog żywności, autorka książek kucharskich[183]
  - Máximo Hernández – hiszpański piłkarz, trener i działacz piłkarski[184]
  - Benito Joanet – hiszpański piłkarz i trener[185]
  - Mike Longo – amerykański pianista i kompozytor jazzowy[186]
  - Daniel Pilarczyk – amerykański duchowny rzymskokatolicki pochodzenia polskiego, arcybiskup Cincinnati[187][188]
  - Czesław Radzki – polski malarz, rysownik i wykładowca akademicki[189]
  - Cezary Ruszkowski – polski kierowca wyścigowy[190][191]
  - Eric Weissberg – amerykański muzyk country[192]
  - Janusz Wojtych – polski samorządowiec, prezydent Koszalina (1986–1990)[193][194]
- 21 marca
  - Czesław Bartnik – polski teolog, profesor Katolickiego Uniwersytetu Lubelskiego Jana Pawła II[195]
  - Dow Ben-Me’ir – izraelski politolog, pisarz, polityk[196]
  - Vicenç Capdevila – hiszpański polityk, parlamentarzysta, burmistrz Hospitalet de Llobregat[197]
  - Ted Graham – brytyjski polityk, członek Izby Gmin i Izby Lordów[198]-
  - Jan Janich – polski dyplomata[199]
  - Sol Kerzner – południowoafrykański magnat, właściciel sieci hoteli[200]
  - Kazimierz Kusznierow – polski animator kultury[201][202]
  - Ray Mantilla – amerykański perkusjonista latin jazzowy[203][204]
  - Jacques Oudin – francuski polityk i urzędnik państwowy, senator[205]
  - Piotr Pawlukiewicz – polski duchowny rzymskokatolicki, rekolekcjonista, autor książek[206]
  - Soundaraj Periyanayagam – indyjski duchowny rzymskokatolicki, biskup Vellore[207]
  - Lorenzo Sanz – hiszpański biznesmen, prezydent Realu Madryt[208]
  - Hellmut Stern – niemiecki skrzypek[209]
  - Waldemar Żerek – polski działacz podziemia w czasie II wojny światowej oraz powojennego podziemia antykomunistycznego, Honorowy Obywatel Puław[210][211]
- 20 marca
  - Amadeo Carrizo – argentyński piłkarz[212]
  - Jarosław Fedoryszyn – ukraiński aktor i reżyser teatralny, twórca Międzynarodowego Festiwalu Teatralnego "Złoty Lew"[213][214]
  - Aleftyna Gościmska – polska aktorka[215]
  - Willigis Jäger – niemiecki benedyktyn i mistrz zen[216]
  - Henryk Karbowiak – polski elektronik, prof. dr hab. inż.[217][218]
  - Włodzimierz Leo – polski lekarz, uczestnik powstania warszawskiego, kawaler orderów[219][220][221]
  - Ali Habib Mahmud – syryjski wojskowy, dowódca armii (2004–2009), minister obrony (2009–2011)[222]
  - Justin Mulenga – zambijski duchowny rzymskokatolicki, biskup Mpika[223]
  - Władysław Pancerz – polski działacz harcerski[224][225]
  - Marino Quaresimin – włoski polityk, burmistrz Vicenzy (1995–1998)[226]
  - Kenny Rogers – amerykański aktor, piosenkarz i kompozytor[227]
  - Borislav Stanković – serbski koszykarz, trener i działacz sportowy, sekretarz generalny FIBA (1976–2003)[228][229]
  - Andrzej Toczewski – polski historyk, muzealnik i regionalista, dyrektor Muzeum Ziemi Lubuskiej w Zielonej Górze (1998–2015)[230]
  - Richard Tracey – brytyjski polityk i dziennikarz, członek Izby Gmin, minister sportu (1985–1987)[231]
  - Sascha Oskar Weis – austriacki aktor[232]
  - Vladimír Zábrodský – czeski hokeista i tenisista, mistrz świata (1947, 1949), wicemistrz olimpijski (1948)[233]
- 19 marca
  - Igor Bogoduch – rosyjski aktor[234]
  - Enrico Decleva – włoski historyk, rektor Uniwersytetu w Mediolanie (2001–2012)[235]
  - Innocenzo Donina – włoski piłkarz[236]
  - Antoni Łapiński – polski podpułkownik WP w stanie spoczynku, uczestnik bitwy o Monte Cassino, kawaler orderów[237]
  - Aurlus Mabélé – kongijski muzyk i kompozytor, zwany królem gatunku soukous[238][239]
  - Beata Mik – polski prokurator, publicystka z zakresu prawa[240][241][242]
  - Jerzy Weber – polski dziennikarz[243]
  - Peter Whittingham – angielski piłkarz[244]
  - Nazzareno Zamperla – włoski aktor i kaskader[245]
- 18 marca
  - Kathleen Appler – amerykańska, zakonnica rzymskokatolicka, przełożona generalna Zgromadzenia Sióstr Miłosierdzia świętego Wincentego a Paulo[246]
  - Catherine Hamlin – australijska lekarka, ginekolog-położnik[247]
  - Emil Karewicz – polski aktor teatralny, filmowy i radiowy, uczestnik II wojny światowej[248]
  - Ryszard Kruza – polski kompozytor, wibrafonista, pianista, teoretyk jazzu, aranżer[249]
  - Kazimierz Kuropeska – polski zawodnik i trener kajakarstwa[250][251]
  - Peter Musevski – słoweński aktor[252]
  - Joaquín Peiró – hiszpański piłkarz, trener[253]
  - Wojciech Rokita – polski lekarz ginekolog, profesor[254]
  - Herbert Solomon – australijski rugbysta[255]
  - Sérgio Trindade – brazylijski chemik, inżynier i naukowiec[256]
  - Petyr Wasiliew – bułgarski poeta[257]
  - Alfred Worden – amerykański astronauta[258]
- 17 marca
  - Andrzej Brencz – polski etnolog, prof. dr hab.[259]
  - Natalia Golnik – polska fizyk, profesor nauk technicznych[260]
  - Dariusz Jaworski – polski samorządowiec i działacz społeczny, członek opozycji w okresie PRL, kawaler orderów[261]
  - Piotr Jegor – polski piłkarz[262]
  - Eduard Limonow – rosyjski pisarz, poeta, dziennikarz, polityk[263]
  - Wacław Materski – polski architekt i urbanista, współprojektant osiedla mieszkaniowego Zatrasie[264]
  - Roger Mayweather – amerykański bokser i trener, mistrz świata federacji WBA i WBC[265]
  - Manuel Serifo Nhamadjo – gwinejski polityk, pełniący obowiązki prezydenta Gwinei Bissau (2012–2014)[266]
  - Jacek Zygmunt Rożynek – polski fizyk, dr hab.[267]
  - Lyle Waggoner – amerykański aktor[268]
  - Elisabeth Williams – północnoirlandzka aktywistka, założycielka Wspólnoty Ludzi Pokoju, laureatka Pokojowej Nagrody Nobla za rok 1976[269]
- 16 marca
  - Nicolas Alfonsi – francuski polityk i samorządowiec, senator, europoseł[270]
  - Hashem Bathaie Golpayenagi – irański ajatollah[271]
  - Walerij Jakunin – rosyjski reżyser[272]
  - Mirosław Krachulec – polski kierowca rajdowy i wyścigowy[273]
  - Zbigniew Kubelski – polski piłkarz[274]
  - Pilar Luna – meksykańska archeolog podwodna[275]
  - Ranveig Frøiland – norweska polityk, minister energii i paliw (1996–1997)[276]
  - Aniela Popowicz – polski sędzia Sądu Najwyższego[277]
  - Saskia Post – amerykańska aktorka telewizyjna i filmowa[278]
  - Jason Rainey – amerykański gitarzysta thrashmetalowy, założyciel Sacred Reich[279]
  - Konstantin Riabinow – rosyjski muzyk i artysta wizualny, członek Grażdanskajej Oborony[280]
  - Stuart Whitman – amerykański aktor filmowy i telewizyjny[281]
  - Aytaç Yalman – turecki generał, dowódca żandarmerii i sił lądowych[282]
  - Ralph Gomes – gujański lekkoatleta i naukowiec[283]
- 15 marca
  - Savenaca Aria – fidżyjski rugbysta, reprezentant kraju[284]
  - Nikola Bubić – chorwacki i jugosłowiański piłkarz[285]
  - Gilbert Espinosa Chávez – amerykański duchowny katolicki, biskup[286]
  - Barbara Czochralska – polski fizyk, prof. dr hab.[287][288]
  - Suzy Delair – francuska aktorka i piosenkarka[289]
  - Lech Dzikiewicz – polski prawnik i historyk, działacz konspiracji w czasie II wojny światowej[290][291]
  - Vittorio Gregotti – włoski architekt[292][293]
  - Richard L. Hanna – amerykański polityk i przedsiębiorca, członek Izby Reprezentantów (2011–2017)[294]
  - Roy Hudd – angielski aktor i komik[295]
  - Imtiaz Khan – indyjski aktor[296]
  - Przemysław Marzec – polski dyplomata, Ambasador RP[297]
  - Vinson Synan – amerykański historyk, pisarz i duchowny lider w ruchu zielonoświątkowym[298]
  - Wanda Sztander-Trabert – polski psycholog[299][300][301]
  - Wioletta Waleszczyk – polski biolog, prof. dr hab.[302][303]
- 14 marca
  - Gustavo Bebianno – brazylijski polityk i prawnik, przewodniczący Partii Socjalliberalnej (2018)[304]
  - Doriot Anthony Dwyer – amerykańska flecistka[305]
  - René Follet – belgijski rysownik komiksowy[306]
  - Mubashir Hassan – pakistański polityk, minister finansów (1971–1974)[307]
  - Dave Mounfield – angielski aktor i komik[308]
  - Janusz Narzyński – polski duchowny ewangelicki, zwierzchnik Kościoła Ewangelicko-Augsburskiego w RP (1975–1991), prezes PRE (1983–1986)[309]
  - Eva Pilarová – czeska piosenkarka[310]
  - Genesis P-Orridge – brytyjski muzyk, kompozytor i performer, związany z Throbbing Gristle[311]
  - Chris Reed – amerykańsko-japoński łyżwiarz figurowy, trzykrotny olimpijczyk (2010, 2014, 2018)[312]
  - Akihiro Shimoda – japoński jeździec[313][314]
- 13 marca
  - Wacław Bała – polski fizyk, dr hab.[315][316]
  - Menahem Ben – izraelski poeta i dziennikarz[317]
  - Davor Braun – chorwacki i jugosłowiański piłkarz[318]
  - Moon Deksu – południowokoreański poeta[319]
  - Barbara Harris – amerykańska aktywistka i duchowna Kościoła Episkopalnego w Stanach Zjednoczonych, pierwsza kobieta-biskup tego wyznania[320]
  - Božidar Bole Jovanović – serbski malarz[321]
  - Jacek Pawlik – polski lotnik i modelarz[322]
  - Filipos Petsalnikos − grecki polityk i prawnik, minister, przewodniczący Parlamentu Hellenów (2009−2012)[323]
  - Gerard du Prie – holenderski trójboista siłowy i strongman[324]
  - Jan Szczepański – polski ekonomista, nauczyciel akademicki, profesor zwyczajny[325]
  - Dana Zátopková – czeska oszczepniczka, mistrzyni olimpijska (1952)[326]
- 12 marca
  - Danuta Balicka – polska aktorka[327]
  - Don Burrows – australijski muzyk jazzowy[328]
  - John Chalstrey – brytyjski lekarz chirurg, rycerz Orderu Świętego Jana Jerozolimskiego, Lord major Londynu (1995–1996)[329]
  - Wolfgang Hofmann – niemiecki judoka, medalista olimpijski (1964)[330]
  - Namik Jareci – albański piłkarz[331]
  - Jan Kancewicz – polski historyk[332]
  - John Lyons – brytyjski językoznawca i semantyk[333]
  - Tonie Marshall – francuska aktorka, reżyserka, producentka i scenarzystka filmowa[334]
  - Andrzej Szymański – polski chemik, prof. dr hab.[335]
  - Luca Targetti – włoski działacz kulturalny, dyrektor artystyczny Teatro alla Scala[336]
  - Danny Ray Thompson – amerykański saksofonista jazzowy[337]
  - Wanda Zmarzer – polska specjalistka w zakresie filologii i językoznawstwa rosyjskiego, prof. dr hab.[338][339][340]
- 11 marca
  - Ludwik Algierd – polski zawodnik i trener bokserski[341]
  - Didier Bezace – francuski aktor[342]
  - Stefano Bianco – włoski motocyklista[343]
  - Slobodan Čače – chorwacki archeolog i pisarz[344]
  - Aleksander Gołębiowski – polski satyryk i artysta kabaretowy, członek poznańskiego kabaretu „Tey”[345]
  - József Gyuricza – węgierski szermierz, medalista olimpijski (1956)[346]
  - Burkhard Hirsch – niemiecki prawnik i polityk[347]
  - Irina Kiriczenko – radziecka kolarka torowa, siedmiokrotna medalistka mistrzostw świata[348]
  - Wiktor Humięcki – polski inżynier i konstruktor, uczestnik powstania warszawskiego[349]
  - Ivan Knotek – czechosłowacki polityk, premier Słowackiej Republiki Socjalistycznej i wicepremier Czechosłowackiej RS (1988–1989)[350]
  - Tetiana Proroczenko – radziecka i ukraińska lekkoatletka, mistrzyni olimpijska (1980)[351]
  - Sebastião Roque Rabelo Mendes – brazylijski duchowny katolicki, biskup[352]
  - Michel Roux – brytyjski mistrz kuchni i restaurator pochodzenia francuskiego[353]
  - Del Shofner – amerykański futboolista[354]
  - Charles Wuorinen – amerykański kompozytor muzyki współczesnej, pianista i dyrygent[355]
- 10 marca
  - Eugeniusz Baziuk – polski działacz sportowy i kombatancki, kawaler orderów[356]
  - Alessandro Criscuolo – włoski sędzia, przewodniczący Sądu Konstytucyjnego (2014–2016)[357]
  - Hyun Kil-un – południowokoreański pisarz i literaturoznawca[358]
  - Stanisław Luft – polski reumatolog, prof. dr hab. n. med., uczestnik powstania warszawskiego[359]
  - Czesław Oleśkowicz-Popiel – polski specjalista w zakresie budowy i eksploatacji maszyn, prof. dr hab. inż.[360][361]
  - Marcelo Peralta – argentyński muzyk jazzowy[362]
  - Józef Pietrzyk – polski malarz, wykładowca akademicki[363]
  - Musa Ramadani – kosowski pisarz i dramaturg[364]
  - Gražina Ručytė-Landsbergienė – litewska pianistka, pierwsza dama (1990–1992)[365]
  - Beba Selimović – bośniacka piosenkarka[366]
  - Desimir Stanojević – serbski aktor[367]
- 9 marca
  - John Bathersby – australijski duchowny katolicki, arcybiskup[368]
  - Lorenzo Brino – amerykański aktor dziecięcy znany z serialu Siódme niebo[369]
  - Anton Coppola – amerykański dyrygent i kompozytor operowy[370]
  - Italo De Zan – włoski kolarz[371]
  - Richard Kenneth Guy – brytyjski matematyk[372]
  - José Jiménez Lozano – hiszpański dziennikarz, pisarz[373]
  - Keith Olsen – amerykański producent muzyczny[374]
  - Eric Taylor – amerykański muzyk[375]
  - Lucjusz Tyrasiński – polski duchowny rzymskokatolicki działający w USA, prowincjał paulinów w Stanach Zjednoczonych[376]
- 8 marca
  - Ryszard Balcerek – polski aktor[377][378][379]
  - Henryk Bałuch – polski specjalista w zakresie dróg kolejowych, pedagog[380]
  - H. R. Bhardwaj – indyjski polityk, minister sprawiedliwości (2005–2010), gubernator Kerali i Karantaki[381]
  - Jolanta Chodakowska – polska specjalistka chorób wewnętrznych, dr hab.[382][383]
  - Salleh Ibrahim – malezyjski piłkarz[384]
  - Janusz Jędrzejczak – polski zawodnik i trener piłkarski[385][386]
  - Józef Kliś – polski dziennikarz i działacz polityczny[387]
  - Šandor Nađ – serbski piłkarz[388]
  - Luis Racionero – hiszpański pisarz[389]
  - Piotr Simbierowicz – polski specjalista w zakresie dźwignic i przenośników, dr inż., wykładowca akademicki, kawaler orderów[390]
  - Max von Sydow – szwedzki aktor[391]
  - Jerzy Tyranowski – polski prawnik, profesor nauk prawnych, wykładowca Uniwersytetu im. Adama Mickiewicza w Poznaniu, specjalista prawa międzynarodowego[392]
  - Zdenka Vučković – chorwacka piosenkarka[393]
- 7 marca
  - K. Anbazhagan – indyjski polityk, wielokrotny minister, sekretarz generalny Drawidyjskiej Federacji Progresywnej[394]
  - Mart Crawley – amerykański dramaturg[395]
  - Nelson Leirner – brazylijski artysta[396]
  - John Manners – angielski krykiecista[397]
  - Jair Marinho – brazylijski piłkarz, mistrz świata (1962)[398]
  - Stanisław Maurer – polski prawnik, adwokat, sędzia Trybunału Stanu[399]
  - Chineme Martins – nigeryjski piłkarz[400]
  - Maciej Przewoźny – polski duchowny rzymskokatolicki, ksiądz kanonik, Honorowy Obywatel Gminy Międzychód[401]
  - Fatemeh Rahbar – irańska polityk i menedżer, parlamentarzystka[402]
  - Ludwik Stomma – polski etnolog, antropolog kultury, publicysta[403]
  - Matthew Watkins – walijski rugbysta, reprezentant kraju[404]
  - Zbigniew Żołnierowicz – polski trener gimnastyki[405][406][407]
- 6 marca
  - Anne-Marie Berglund(inne języki) – szwedzka poetka, nowelistka i pisarka, laureatka Nagrody Doblouga (2002)[408]
  - Stanisław Bohdanowicz – ukraiński szachista[409]
  - Jack Buechner – amerykański polityk i prawnik, członek Izby Reprezentantów (1987–1991)[410]
  - Wojciech Fiwek – polski reżyser i scenarzysta filmowy[411]
  - Magdaleno Mercado – meksykański piłkarz[412]
  - Arkadiusz Orłowski – polski kierownik produkcji filmowej i aktor[413]
  - Janusz Paszyński – polski geograf, prof. dr hab., uczestnik powstania warszawskiego[414]
  - Henri Richard – kanadyjski hokeista[415]
  - Maciej Romanowicz – polski stomatolog, prof. dr hab.[416][417][418]
  - Elinor Ross – amerykańska śpiewaczka operowa (sopran)[419]
  - Peter Smith – brytyjski duchowny katolicki, arcybiskup[420]
  - Edward Stępień – polski specjalista w zakresie urządzania lasu, prof. dr hab.[421][422]
  - McCoy Tyner – amerykański pianista i kompozytor jazzowy[423]
  - Géza Ütő – węgierski kajakarz, wicemistrz Europy (1956)[424]
  - Patrick Wright – brytyjski dyplomata i polityk, ambasador Wielkiej Brytanii w Syrii i Arabii Saudyjskiej[425]
- 5 marca
  - Solomon Berewa – sierraleoński polityk, wiceprezydent Sierra Leone (2002–2007), minister sprawiedliwości[426]
  - Emilio Caprile – włoski piłkarz[427]
  - Jeanette Fitzsimons – nowozelandzka polityk, współprzewodnicząca Partii Zielonych (1995–2009)[428]
  - Jagoda Komorowska – polska dziennikarka modowa[429]
  - Wiesław Krupa – polski aktor[430][431][432]
  - Luiz Machado da Silva – brazylijski piłkarz[433]
  - Władysław Mironowicz – polski specjalista w zakresie budownictwa, dr hab. inż.[434][435]
  - Lewan Moseszwili – gruziński koszykarz, brązowy medalista olimpijski (1964)[436]
  - Antonio Permunian – szwajcarski piłkarz[437]
  - Dżennet Połtorzycka-Stampf’l – polska dziennikarka, pisarka, współautorka powieści radiowej Matysiakowie[438]
  - Ljubiša Rajković – serbski pisarz, dziennikarz i językoznawca[439]
  - Alejandro Sieveking – chilijski aktor, reżyser teatralny, dramatopisarz[440]
  - Robert Szecówka – polski architekt, scenograf, rysownik, karykaturzysta i satyryk[441]
  - Roman Wawrzyniak – polski pilot i szybownik[442]
- 4 marca
  - David Bentley – brytyjski duchowny anglikański, biskup Lynn i Gloucester[443]
  - Stefan Borucz – polski kolarz torowy i trener kolarstwa[444]
  - Adelaide Chiozzo – brazylijska aktorka, akordeonistka i piosenkarka[445]
  - Majka Cierocka – polska aktorka, autorka scenariuszy, reżyserka spektakli teatralnych i instruktor teatralna[446][447]
  - Stanisław Ciszewski – polski harcerz, działacz konspiracji w czasie II wojny światowej, kawaler orderów[448][449]
  - Stratis Hawiaras – grecki pisarz, poeta i tłumacz[450]
  - Romuald Kutera – polski artysta konceptualny i propagator teorii kontekstualizmu[451][452][453]
  - Jan Ludwiczak – polski ekonomista, prof. zw. dr hab.[454][455]
  - Barbara Martin – amerykańska wokalistka, związana z zespołem The Supremes[456]
  - Javier Pérez de Cuéllar – peruwiański polityk, sekretarz generalny ONZ (1982–1991)[457]
  - Aleksiej Sorokin – rosyjski admirał floty, polityk komunistyczny[458]
  - Robert Szawłakadze – gruziński lekkoatleta, skoczek wzwyż[459]
  - Rosalind P. Walter – amerykańska filantropka, znana jako jedna z inspiracji dla postaci Rosie the Riveter[460]
  - Susan Weinert – niemiecka gitarzystka[461]
- 3 marca
  - Bobbie Battista – amerykańska dziennikarka i prezenterka telewizyjna[462]
  - Minoru Betsuyaku – japoński dramatopisarz, nowelista i eseista[463]
  - Manuel María Carreira Vérez – hiszpański jezuita, astrofizyk i wynalazca[464]
  - Alf Cranner – norweski muzyk i tekściarz folkowy, malarz[465]
  - Michel Cullin – francuski specjalista stosunków międzynarodowych, pisarz i dyplomata[466]
  - Maria Tekla Famiglietti – włoska zakonnica rzymskokatolicka, przełożona zakonu brygidek (1981–2016)[467]
  - Stefan Hładyk – działacz łemkowski, przewodniczący Zjednoczenia Łemków[468]
  - Stanisław Kania – polski polityk, I sekretarz KC PZPR i członek Rady Państwa[469]
  - Nicolas Portal – francuski kolarz szosowy i menedżer sportowy[470]
  - Milan Simurdić – serbski politolog i dyplomata[471]
  - Nicholas Tucci – amerykański aktor[472]
- 2 marca
  - Božidar Alić – chorwacki aktor[473]
  - Tabea Blumenschein – niemiecka aktorka[474]
  - Rafael Cancel Miranda – portorykański działacz niepodległościowy i poeta, współorganizator ataku na Kapitol w 1954[475]
  - Henry N. Cobb – amerykański architekt[476]
  - Viktor Josef Dammertz – niemiecki duchowny katolicki, biskup[477]
  - Tadeusz Godycki-Ćwirko – polski specjalistka w zakresie budownictwa, prof. zw. dr hab. inż.[478][479]
  - Daut Jashanica, jugosłowiański polityk komunistyczny, przewodniczący Rady Wykonawczej (premier) Socjalistycznej Prowincji Autonomicznej Kosowo (1989)[480]
  - Janis Katsafados – grecki polityk i prawnik, parlamentarzysta krajowy i europejski[481]
  - Henryk Kluka – polski kajakarz[482]
  - Farrell McElgunn – irlandzki polityk, senator i eurodeputowany[483]
  - Uwe Laysiepen – niemiecki fotograf[484]
  - James Lipton – amerykański aktor, pisarz i prezenter telewizyjny[485]
  - Władimir Szuralow – rosyjski generał, wiceminister obrony[486]
- 1 marca
  - István Balsai – węgierski polityk i prawnik, minister sprawiedliwości (1990–1994), sędzia Trybunału Konstytucyjnego[487]
  - Andrzej Burghardt – polski chemik, członek rzeczywisty Polskiej Akademii Nauk[488]
  - Ernesto Cardenal – nikaraguański duchowny i teolog katolicki, poeta i polityk[489]
  - Zuzanna Celmer – polska psycholog, psychoterapeutka[490]
  - Adam Doliński – polski historyk sztuki, działacz, dziennikarz i publicysta turystyczny, współzałożyciel Studenckiego Teatru Satyryków[491][492]
  - Zygmunt Klepacki – polski trener podnoszenia ciężarów[493]
  - Jacques Lesourne – francuski ekonomista i publicysta, dyrektor „Le Monde” (1991–1994)[494]
  - Stefan Lindqvist – szwedzki piłkarz[495]
  - Zdzisław Malicki – polski hutnik i polityk, poseł na Sejm PRL VIII kadencji[496]
  - Siamand Rahman – irański trójboista siłowy, mistrz Paraolimpijski (2012 i 2016)[497]
  - Henryk Słonina – polski samorządowiec, prezydent Elbląga[498]
  - Jerzy Szukała – polski agronom, prof. dr hab.[499][500]
  - Marek Śliwiński – polski socjolog i politolog, dr hab.[501][502]
  - Andrzej Wasilkowski – polski prawnik, profesor nauk prawnych, pracownik Instytutu Nauk Prawnych Polskiej Akademii Nauk[503]
  - Jack Welch – amerykański przedsiębiorca[504]